# Richard Forlán
Richard Santiago Forlán Resola es un exfutbolista uruguayo que jugaba como puntero derecho. Integró la selección uruguaya que disputó la copa América 1975.

## Trayectoria
En 1971 debutó en el Club Atlético Mar de Fondo e integró la selección de fútbol sub-20 de Uruguay que dirigía Rodolfo Zamora y que obtuvo el vicecampeonato en el campeonato sudamericano Sub-20 de Paraguay. Jugó todos los partidos que disputó Uruguay y marcó un gol. 
En 1972 pasó a Montevideo Wanderers donde en 1975 y con la dirección de Omar Borrás integró el equipo del primer club, sin ser uno de los dos grandes del fútbol uruguayo, que clasificó a la copa Libertadores. En ese equipo también eran titulares Óscar Washington Tabárez, Juan Muhlethaler, Washington Olivera, entre otros. En su primer partido en primera división en el estadio Centenario salió lesionado por fractura de clavícula.
Con la selección mayor de Uruguay participó en una gira europea preparatoria para la Copa Mundial de Fútbol de 1974 en Alemania. Fue titular en dos partidos de la copa América 1975, con la dirección de José María Rodríguez.
En 1976, después de alcanzar con Wanderers el quinto puesto en el campeonato local, pasó a Temperley de Argentina. Debido a una lesión regresó a su país y jugó en Peñarol y Liverpool. 
Alberto Spencer lo invitó en 1979 a integrarse en el Liga Deportiva Universitaria de Portoviejo de Ecuador, equipo al que el exfutbolista ecuatoriano iba a dirigir. Solo pudo jugar durante tres meses, debido a una lesión de menisco en la rodilla derecha. Pasó al Liga Deportiva Universitaria de Cuenca, equipo con el que alcanzó a lograr el ascenso. En este último equipo se retiró como jugador, también por lesión.
Reside en Portoviejo, Ecuador. Durante varios años fue comentarista deportivo en Deportes Manavisión y ha comentado para Radio Capital y RNC de Ecuador.
Es primo de Pablo Forlán y tío de Diego Forlán y Pablo Forlán Corazo.